# TSK stadion
Het TSK stadion (Russisch: Stadion Tsentral'nogo Sportivnogo Kompleksa) is een multifunctioneel stadion in Rjazan, een stad in Rusland. 
Het stadion wordt vooral gebruikt voor voetbalwedstrijden, de voetbalclub FK Rjazan maakt gebruik van dit stadion. Daarvoor maakte FK Spartak-MZjK Rjazan er gebruik van. In het stadion is plaats voor 20.000 tot 25.000 toeschouwers. Het stadion werd geopend in 1980. Het werd voor de laatste keer gerenoveerd in 2008.

## Afbeeldingen

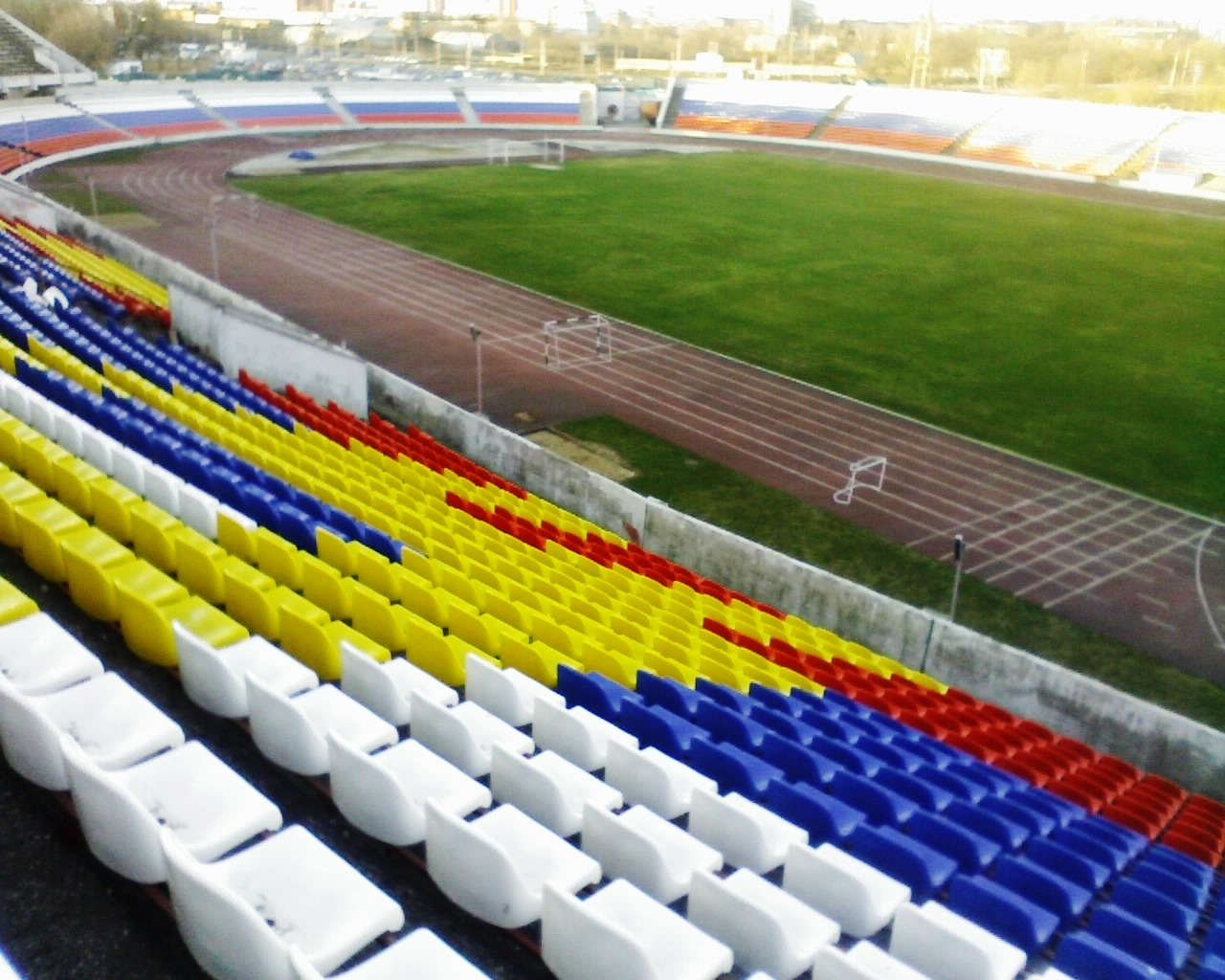
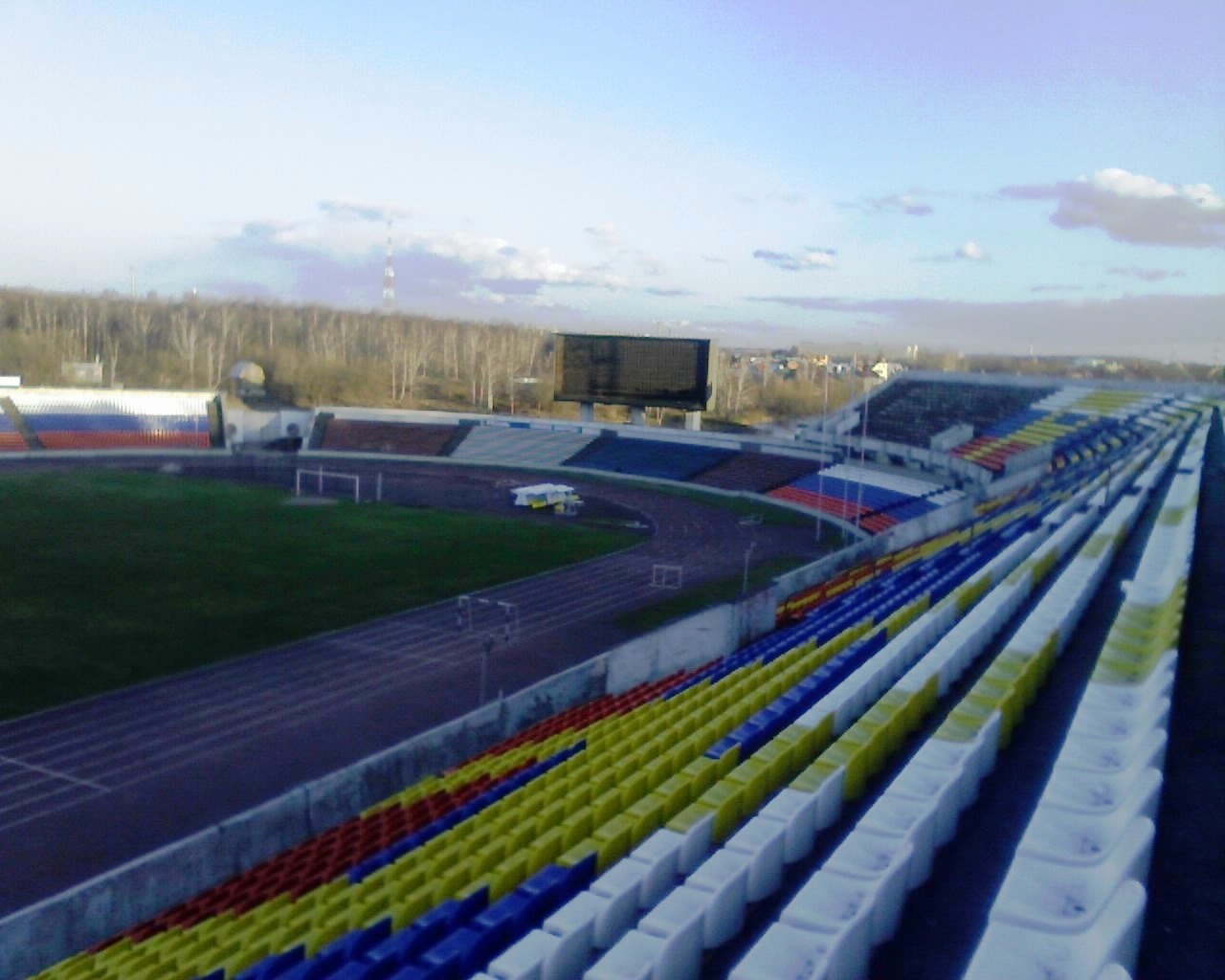
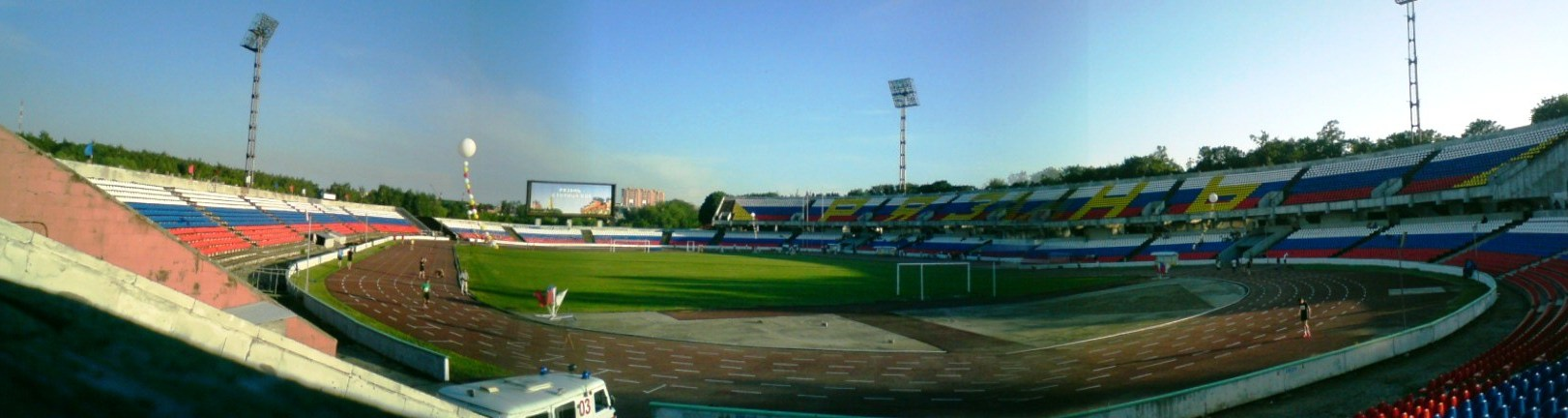
Panorama
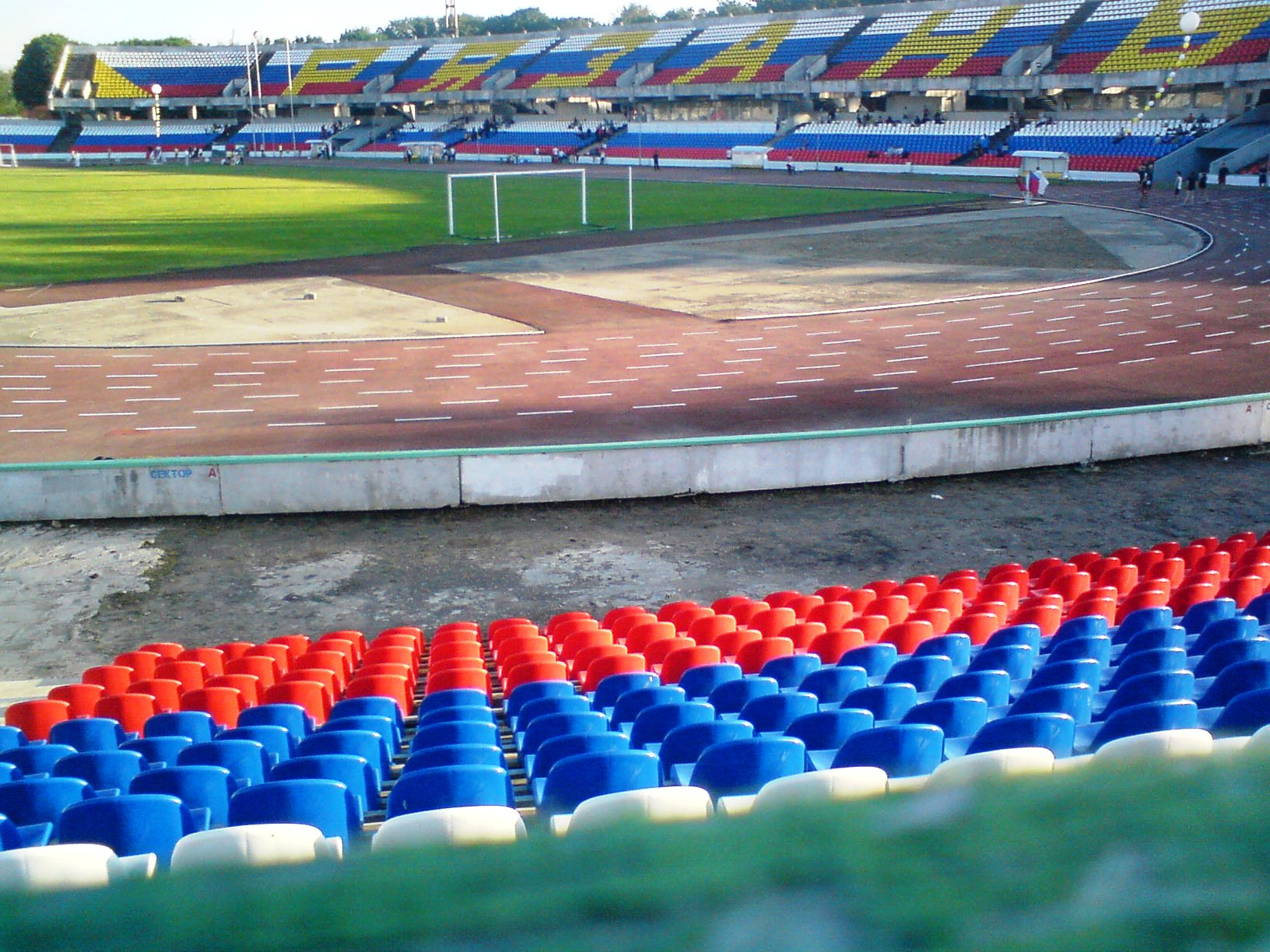